# Blepephaeus infelix
Blepephaeus infelix är en skalbaggsart som först beskrevs av Francis Polkinghorne Pascoe 1857.  Blepephaeus infelix ingår i släktet Blepephaeus och familjen långhorningar. Inga underarter finns listade.